# Hyldon
Hyldon de Souza Silva (Salvador, 17 de abril de 1951) é um produtor, guitarrista, baixista, compositor e cantor brasileiro do gênero soul. Tendo trabalhado com música desde os 14 anos, foi instrumentista no início de carreira, tendo passado a compositor e produtor conforme foi amadurecendo. Sua popularidade foi muito grande nos anos 70 com o lançamento de seu maior e também primeiro sucesso, a canção "Na Rua, na Chuva, na Fazenda (Casinha de Sapê)", título de seu primeiro álbum. Sua popularidade declinou nos anos seguintes, fruto de brigas com gravadoras, mas sempre continuou gravando, compondo e fazendo shows pelo país. Teve um ressurgimento com a redescoberta de suas músicas por artistas mais novos e pelo cinema pós-retomada.
Suas músicas mais conhecidas são a já citada "Na Rua, na Chuva, na Fazenda (Casinha de Sapê)", "As Dores do Mundo", "Na Sombra de uma Árvore", "Acontecimento" e "Velho Camarada", em parceria com Tim Maia e Fábio. Juntamente com o primeiro e Cassiano é considerado um dos precursores da música negra brasileira.

## Infância
Hyldon nasceu em Salvador, mas, aos seis meses de idade, sua família foi morar em uma cidade do sertão baiano, chamada Senhor do Bonfim, quase na fronteira do Estado com Pernambuco. Lá, o futuro cantor e guitarrista viveu até os sete anos, quando toda a família mudou-se para o Rio de Janeiro.

## Carreira

### O início
Na adolescência, Hyldon interessou-se pelo Iê-iê-iê, influenciado pelo seu primo Pedrinho da Luz, que tocava guitarra na banda fluminense The Fevers, chegando a montar uma banda chamada Os Abelhas, com a qual fez bailes em clubes de Niterói e cidades vizinhas e chegou a tocar em programas de rádio e televisão. Nesta época, sua família decide voltar para a Bahia e Hyldon consegue convencer sua mãe a deixá-lo ficar no Rio, morando com seu primo Pedrinho. A proximidade com o primo acaba lhe rendendo frutos, possibilitando que ele fizesse contatos com maestros, músicos de estúdio, arranjadores, produtores, enfim, pessoas no meio musical. Essa relação com o seu primo acabou rendendo a oportunidade da primeira gravação também, quando o futuro cantor e guitarrista teve a chance de tocar em uma música do primeiro álbum dos Fevers, quando o vocalista e guitarrista Almir Bezerra não pode comparecer em um dia de gravação. A primeira composição de sua autoria a ser gravada, "Eu me Enganei", que chegou a vender 100 mil cópias, foi lançada pelo argentino Robert Livi quando o artista tinha apenas 17 anos, precisando o seu primo assinar o contrato de edição por ele. Hyldon começava a ser reconhecido como compositor, passando a ter músicas suas gravadas por outros artistas.

### Compositor e instrumentista
Em 1969, paralelamente à carreira de compositor, tendo músicas gravadas por gente como Jerry Adriani e Wanderley Cardoso, Hyldon começava a se firmar como músico participando em diversas gravações como instrumentista. Foi quando acompanhou Os Diagonais, a banda de Cassiano, Camarão (irmão de Cassiano) e Amaro, em uma viagem que eles fizeram pelo interior de Minas e Bahia, sendo o carro dirigido pelo futuro cantor Maurício Reis. Tocando com os Diagonais ele acabou conhecendo Tim Maia que havia gravado em compacto uma música de Cassiano, chamada "Primavera (Vai Chuva)". Hyldon conheceu Tim no dia que ele gravava sua participação em um álbum de Elis Regina e os Diagonais viriam a gravar várias das músicas do primeiro álbum do cantor carioca. Neste ano e no ano seguinte trabalha como guitarrista em discos de vários artistas, entre eles dois precursores da música negra brasileira, Toni Tornado e Wilson Simonal.
Em 1970, recebe um convite de Mazzola, Guti Carvalho e Jairo Pires para trabalhar como produtor na PolyGram, que era dona dos selos Polydor e Philips. Aceita, mas com a condição que poderia lançar o seu próprio trabalho, que estava desenvolvendo, já que, devido ao apoio recebido de Tim Maia e Cassiano, passara a compor e criar arranjos, reservando músicas para gravar um trabalho próprio. Assim, acaba produzindo vários discos de sucesso, que alcançaram vendagens na casa de 100 mil a 150 mil cópias, como Erasmo Carlos, Diana, Wanderléa e todos os discos do Odair José pelo selo Polydor. Inclusive, acabou tocando guitarra no maior sucesso da carreira de Odair, "Uma Vida Só", acompanhado pela banda Azymuth.

### Sucesso
Em 1974, é dada a oportunidade dele gravar seu primeiro disco, um compacto com Na Rua, na Chuva, na Fazenda (Casinha de Sapê) / Mau Patuá. Logo após o lançamento, a primeira música começa a ser bem tocada pelas rádios, primeiramente do Rio e, depois, do país todo. No ano seguinte, lança outro compacto com As Dores do Mundo / Sábado e Domingo e, novamente, a primeira música se torna uma das mais tocadas nas rádios. Após estes dois êxitos radiofônicos consegue convencer a gravadora a lançar o seu primeiro álbum, Na Rua, na Chuva, na Fazenda, que se torna um sucesso, emplacando também "Na Sombra de uma Árvore", "Acontecimento" e "Sábado e Domingo", tendo o compacto duplo lançado no mesmo ano batido recorde de permanência na parada do Nopem.

### Brigas com gravadoras e declínio nas vendas
Em 1976, após passagem pelos Estados Unidos, reune-se com a banda Azymuth para gravar seu segundo disco, Deus, a Natureza e a Música, que contou, ainda, com participações de Cristóvão Bastos, Oberdan Magalhães (ambos da Banda Black Rio), Ed Maciel, Jorginho da Flauta, Chacal, Tony Bizarro e cordas do Teatro Municipal regidas pelo maestro Mário Tavares, além de contar com uma música em parceria com Caetano Veloso e uma regravação de "Pra Dizer Adeus", de Torquato Neto e Edu Lobo. Pela sua natureza experimental (contando com disco, rock e músicas de 8 minutos) e, também, pela baixa qualidade da mixagem, o álbum não vendeu bem, não produzindo nenhum sucesso radiofônico. No ano seguinte, troca de gravadora e lança Nossa História de Amor, com participações de Dominguinhos, Ed Lincoln, Maurício Einhorn, Zé Bodega, Márcio Montarroyos e cordas arranjadas por Waltel Branco, pela CBS. Além das vendas que ficaram aquém das expectativas, as constantes brigas com as gravadoras pelas quais passou, motivadas pelo controle artístico do material que ele produziria, levaram Hyldon a um hiato de 4 anos sem gravar. Sua única aparição em gravações é no compacto de Fábio, juntamente com Tim Maia, Velho Camarada / Raio de Sol, lançado pela EMI-Odeon em 1979.

### Os anos 80: baixas vendagens
No início dos anos 80, Hyldon se apresenta no Teatro Opinião em um show acompanhado pelo Azymuth e pelas irmãs Jussara e Jurema do Trio Ternura no vocal, com direito a canja de Tim Maia. O sucesso do show leva Hyldon a conseguir um contrato com a gravadora Continental para o lançamento de um disco que, com uma qualidade de gravação muito ruim, apesar de ter músicas tocando no rádio vendeu apenas 20 mil cópias em 1981. Em 1983, é lançado o álbum Velho Camarada contendo a canção de mesmo nome gravada por Hyldon em 1979, além de outras canções de Tim, Fábio, Rosana e The Fevers. No ano seguinte, lança um compacto com a música "Novas Emoções" pela Som Livre que entra na trilha sonora da novela Livre para Voar da Rede Globo e lhe rende a oportunidade de lançar um álbum pela obscura gravadora Recarey, em 1986. Produzido por Hyldon em parceria com o seu primo, Pedrinho da Luz, conta com parcerias com Ronaldo Bastos (que participou do Clube da Esquina), Claudio Rabelo e Zoé Medina.
Em 1989, Hyldon é contratado por uma nova gravadora, a Esfinge, para lançar um novo álbum. O disco conta com uma participação de Alfonz Jones, um cantor norte-americano, além de ter uma música em parceria com Paulo Coelho, em "Caminho de Santiago", e contar com uma excelente banda de apoio, já que o Azymuth estava com uma nova formação excursionando pela Europa, formada por Picolé na bateria, Luisão Maia no baixo, Tutuca nos teclados, Paulinho Guitarra nas guitarras e violões, Cidinho, Chacal e Léo na percussão e Paulinho Trompete e Bidinho nos sopros. O disco foi mixado nos Estados Unidos pelo produtor Wayne Handerson, mas, apesar de ter uma qualidade sonora excelente, também sofreu com baixas vendagens.

### Novas oportunidades e redescoberta
Com o advento do Plano Collor, tornou-se muito mais difícil lançar e vender discos no Brasil, já que a diminuição do meio circulante disponível afetou as compras consideradas como supérfluas pela população em geral. Com isso, Hyldon passou a ter problemas ainda maiores para lançar material recorrendo a coletâneas para o mercado internacional, como o seu disco Mo Ní Ìsé Re (lançado pela pequena gravadora Leblon Records), e música infantil, chegando a produzir discos e shows do personagem "Seu Boneco", do ator Lug de Paula, chegando até a compor um tema para o personagem, "O Seu Boneco É o Terror". Na metade da década, Hyldon começa a ser redescoberto pelos novos nomes da música brasileira tendo duas músicas suas regravadas e tornando-se sucessos novamente. O Kid Abelha regrava "Na Rua, na Chuva, na Fazenda (Casinha de Sapê)" no seu disco Meu Mundo Gira em Torno de Você, de 1996 lançando-a como single, contando o videoclipe, inclusive, com a participação do compositor, e vendendo mais de 500 mil cópias. No mesmo ano, o Jota Quest regrava "As Dores do Mundo", no seu disco de estréia e, também tendo sido lançada como single, atinge os primeiros lugares da parada. No ano 2000 lança, pela BMG um disco infantil produzido em conjunto com sua mulher, Meu Primeiro CD, e creditado à A Turminha do Bebê que chega a vender mais de 80 mil cópias.

### Lançamentos independentes e primeiro registro ao vivo
O redescobrimento de Hyldon passa também pelo cinema que começou a utilizar suas músicas como trilha, como Cidade de Deus, Carandiru, Durval Discos, O Homem do Ano e Antônia. Em 2003, Hyldon grava e lança, pelo seu próprio selo, O Vendedor de Sonhos, com distribuição da Trama. No mesmo ano, remixa e regrava vocais para o seu disco Deus, a Natureza e a Música, possibilitando a melhora da qualidade sonora do trabalho. Em 2005, a Universal, herdeira do catálogo da Polydor, relança uma edição comemorativa de 30 anos do seu primeiro e mais vendido disco, possibilitando que ele venha a ser conhecido pelas novas gerações.
Em 2009, lança mais um disco de inéditas, Soul Brasileiro, contando com participações de Carlinhos Brown, Chico Buarque, Zeca Baleiro, Roberto Frejat, Jorge Vercillo, Carlinhos Vergueiro, Dalto, Tunai, Carlos Dafé, Zé Menezes, Karla Sabah e Alessandra Verney, entre outros. Em 2010, comemorando 35 anos do lançamento do seu primeiro disco, Hyldon realiza uma série de shows que são gravados por uma pequena gravadora, RWR, e tornam-se no seu primeiro registro ao vivo, lançado em CD e DVD com distribuição pela Universal. No disco, participações de Bebeto, Carlos Dafé, Michael Sullivan, Mr. Catra, Mc Gil, Mc Yasmin e Sérgio Loroza, misturando a nova com a velha geração da música negra brasileira.
Em 2016, lança As Coisas Simples da Vida. A revista Rolling Stone Brasil o elegeu o 14º melhor disco brasileiro de 2016.

### SoulSambaRock e parcerias
Hyldon segue lançando trabalhos de forma independente e antenado à nova dinâmica das plataformas de streaming, antecipando singles em relação ao trabalho completo. Assim foi com o álbum SoulSambaRock, de maio de 2020, assim como Parceiros, lançado em abril de 2022 - os dois antecedidos de singles. Também em 2022, recebeu o convite da dupla de rap 509-E para participação na música Liberdade Pra Sonhar, que incluiu também a gravação de um clipe.
Em 2023, Hyldon comemora os 50 anos de lançamento do seu primeiro compacto, Na Rua, na Chuva, na Fazenda (Casinha de Sapê). A primeira ação para essa data foi a regravação da música com alunos de uma escola de percussão localizada na região quilombola de Senhor do Bonfim, interior da Bahia, onde o compositor passou parte da sua infância. A regravação também rendeu um videoclipe, gravado na mesma região.
Em 2025, lançou o álbum JID023 produzido pelo americano  Adrian Younge, o álbum foi uma das úlimas gravações do baterista Ivan Conti, fundador do trio Azymuth.

## Discografia
Discografia dada pelo IMMuB.

### Estúdio
- 1975 - Na Rua, na Chuva, na Fazenda
- 1976 - Deus, a Natureza e a Música
- 1977 - Nossa História de Amor
- 1981 - Sabor de Amor
- 1986 - Coração Urbano
- 1989 - Hyldon
- 2000 - Meu Primeiro CD (creditado à A Turminha do Bebê)
- 2003 - O Vendedor de Sonhos
- 2009 - Soul Brasileiro
- 2013 - Romances Urbanos
- 2016 - As Coisas Simples da Vida
- 2020 - SoulSambaRock
- 2022 - Parceiros
- 2025 - JID023

### Ao Vivo
- 2010 - Na Rua, na Chuva, na Fazenda ou numa Casinha de Sapê

### Compactos simples
- 1973 - Na Rua, na Chuva, na Fazenda (Casinha de Sapê) / Meu Patuá
- 1974 - As Dores do Mundo / Sábado e Domingo
- 1976 - Acontecimento / Vamos Andar de Bicicleta?
- 1977 - Estrada Errada / Deus, a Natureza e a Música
- 1978 - Solange / Nossa História de Amor
- 1978 - Para Sempre / Rio de Janeiro - Brasil
- 1979 - Velho Camarada / Raio de Sol (participação no lado A, juntamente com Tim Maia e Fábio)
- 1979 - Pra Mim / Amor, Amor, Amor (Reconciliação)
- 1981 - Sabor de Amor / Siga o Teu Caminho
- 1984 - Novas Emoções / Mamma, Eu te Amo

### Compactos duplos
- 1975 - As Dores do Mundo / Na Sombra de uma Árvore / Na Rua, na Chuva, na Fazenda (Casinha de Sapê) / Sábado e Domingo

### Coletâneas
- 1983 - Velho Camarada (com Tim Maia, Fábio, Rosana e The Fevers)
- 1993 - Mo Ní Ìsé Re
- 1998 - Velhos Camaradas – Tim Maia, Cassiano e Hyldon
- 2001 - Velhos Camaradas 2 – Tim Maia, Cassiano e Hyldon

## Videografia
- 2010 - Na Rua, na Chuva, na Fazenda ou numa Casinha de Sapê